# Regiunea Moyen-Comoé
Regiunea Moyen-Comoé este una dintre cele 19 unități administrativ-teritoriale de gradul I ale statului Coasta de Fildeș.